# Johannes Ising
Johannes Ising (* 28. Februar 1902 in Dahl; † 6. Dezember 1971 in Heessen) war ein deutscher Kommunalpolitiker und Landrat (CDU).

## Leben und Beruf
Nach dem Besuch der Volksschule, besuchte er das Theodorianum bis zum Einjährigen, um nach einer kaufmännischen Ausbildung das elterliche Geschäft in Dahl zu übernehmen. Später heiratete er in einen landwirtschaftlichen Betrieb in seinem Heimatort ein.
Mit seiner Frau Karoline hatte er drei Kinder.

## Abgeordneter
Dem Kreistag des Kreises Paderborn gehörte er vom 13. Januar 1961 bis zum 2. April 1970 an. Außerdem war er von 1953 bis 1969 Mitglied des Rates der Gemeinde Dahl.
Mitglied der Amtsvertretung des Amtes Kirchborchen war er von 1956 bis 1969.

## Öffentliche Ämter
Nach dem Tod seines Vorgängers Karl Rennkamp war Ising vom 25. März 1963 bis zum 18. Oktober 1964 Landrat des Kreises Paderborn.
Von 1953 bis 1969 war Ising Bürgermeister der Gemeinde Dahl und von 1956 bis 1969 Amtsbürgermeister des ehemaligen Amtes Kirchborchen.
Er war in zahlreichen Gremien des Landkreistages Nordrhein-Westfalen tätig.